# Cmentarz wojenny nr 133 – Bobowa
Cmentarz wojenny nr 133 – Bobowa – austriacki cmentarz wojenny z okresu I wojny światowej w Bobowej w województwie małopolskim, w powiecie gorlickim, w gminie Bobowa. Jest jednym z 400 zachodniogalicyjskich cmentarzy wojennych zbudowanych przez Oddział Grobów Wojennych C. i K. Komendantury Wojskowej w Krakowie. W IV okręgu Łużna cmentarzy tych jest 27. 

## Opis cmentarza
Ma kształt prostokąta i znajduje się jako oddzielna kwatera na cmentarzu parafialnym w Bobowej. Zaprojektowany został przez polskiego architekta Jana Szczepkowskiego. Brama wejściowa znajduje się od strony drogi nr 981 łączącej Bobową z Grybowem i jest bardzo podobna do zaprojektowanych również przez tego architekta cmentarzach nr 119 i 134. Są to dwa masywne, murowane z kamienia słupki z metalową furtką, oraz prowadzące do nich betonowe schody z murem po obydwu stronach. Głównym pomnikiem jest duży żelazny, kuty krzyż łaciński o wysokości 10 m. Na końcach ramion i na ich złączeniu znajdują się misterne metalowe glorie. Tego typu krzyż nie występuje na żadnym innym cmentarzu okręgu Łużna. Ogrodzenie stanowią murowane z kamienia słupki, betonowa podmurówka i zawieszone między słupkami metalowe segmenty w kształcie balustradek. Nagrobki żołnierzy w postaci metalowych krzyży na betonowym cokole. W podstawę krzyża wkomponowana imienna tabliczka.

## Polegli
W 141 grobach pojedynczych pochowano tutaj 113 żołnierzy armii austro-węgierskiej, 4 armii niemieckiej i 22 armii rosyjskiej. Zginęli od września 1914 roku do maja 1915 roku. Większość z nich posiada tabliczki imienne. Nie zidentyfikowano 48 żołnierzy.

## Los cmentarza
Po II wojnie światowej nie dbano o cmentarze z I wojny i ulegały one naturalnemu niszczeniu, zdarzały się również akty wandalizmu. W 2014 r. z budżetu wojewody dokonano generalnego remontu cmentarza nr 133 i zamontowano tablicę informacyjną. Krzyż zaprojektowany przez J. Szczepkowskiego stał się wzorem dla naśladowców – na wzgórzu nad drogą Zborowice – Łużna  wykonano jego replikę, nieco niższą i pomalowaną na biało.

## Galeria

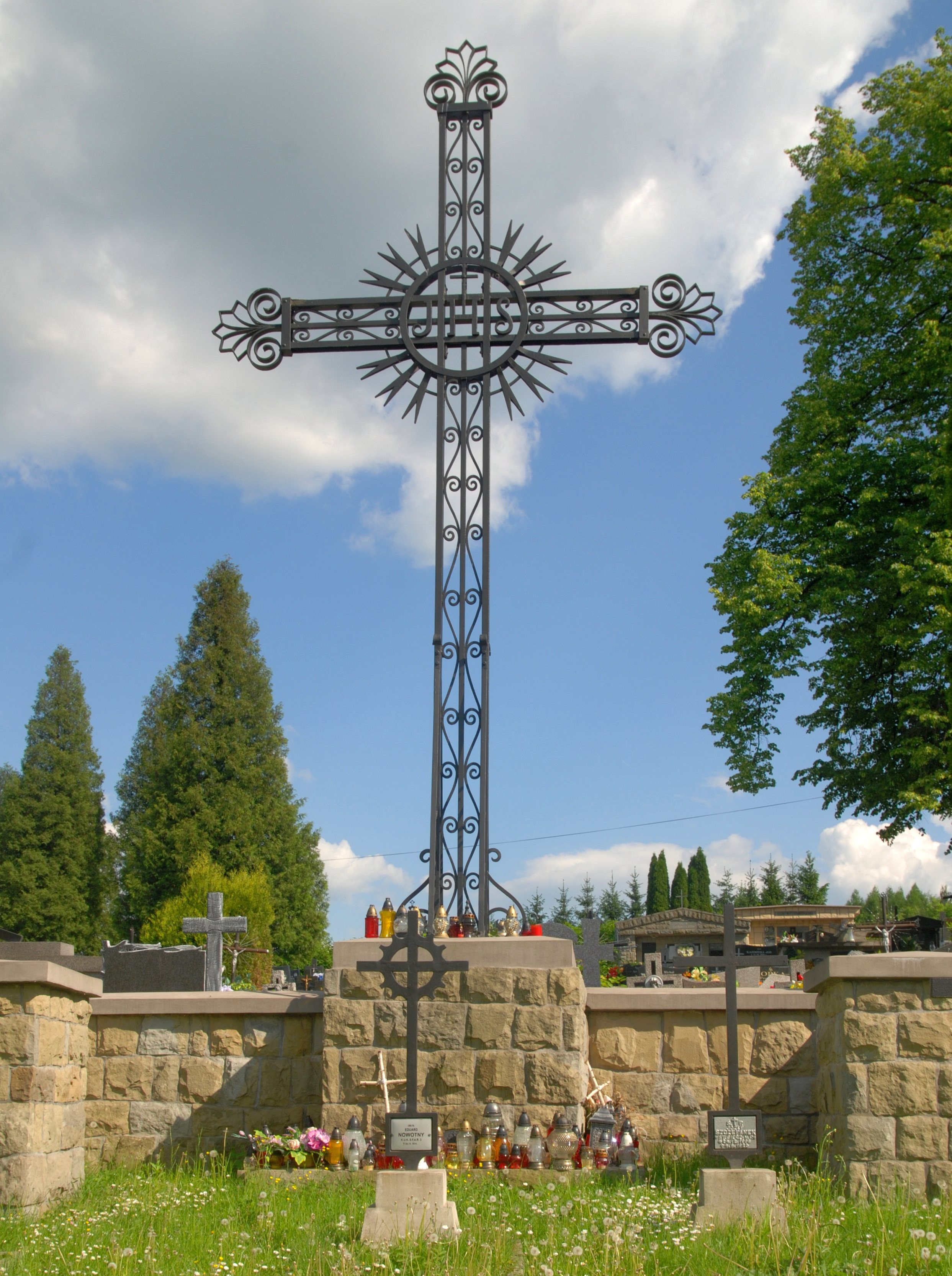
Krzyż główny
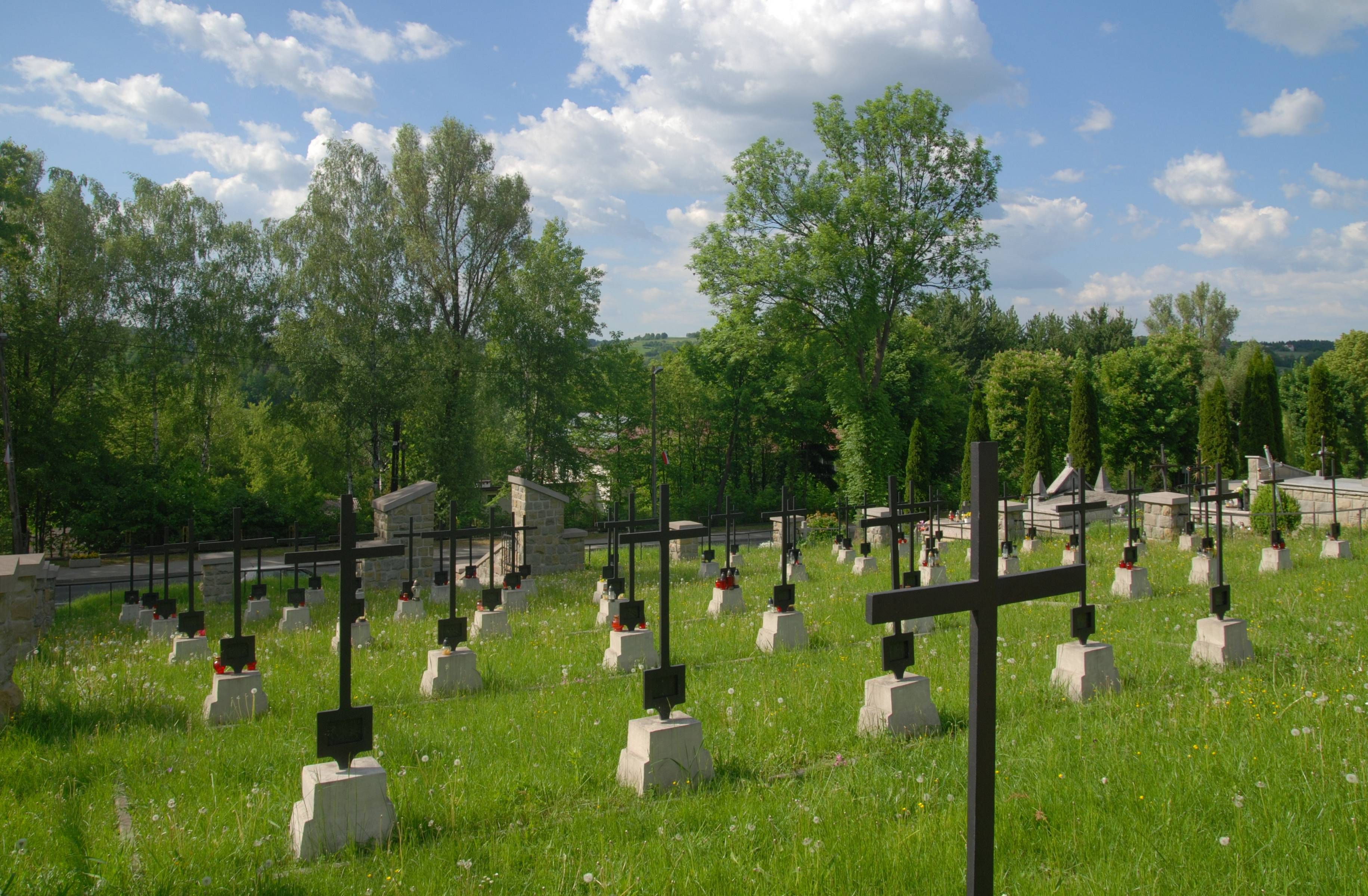
Fragment
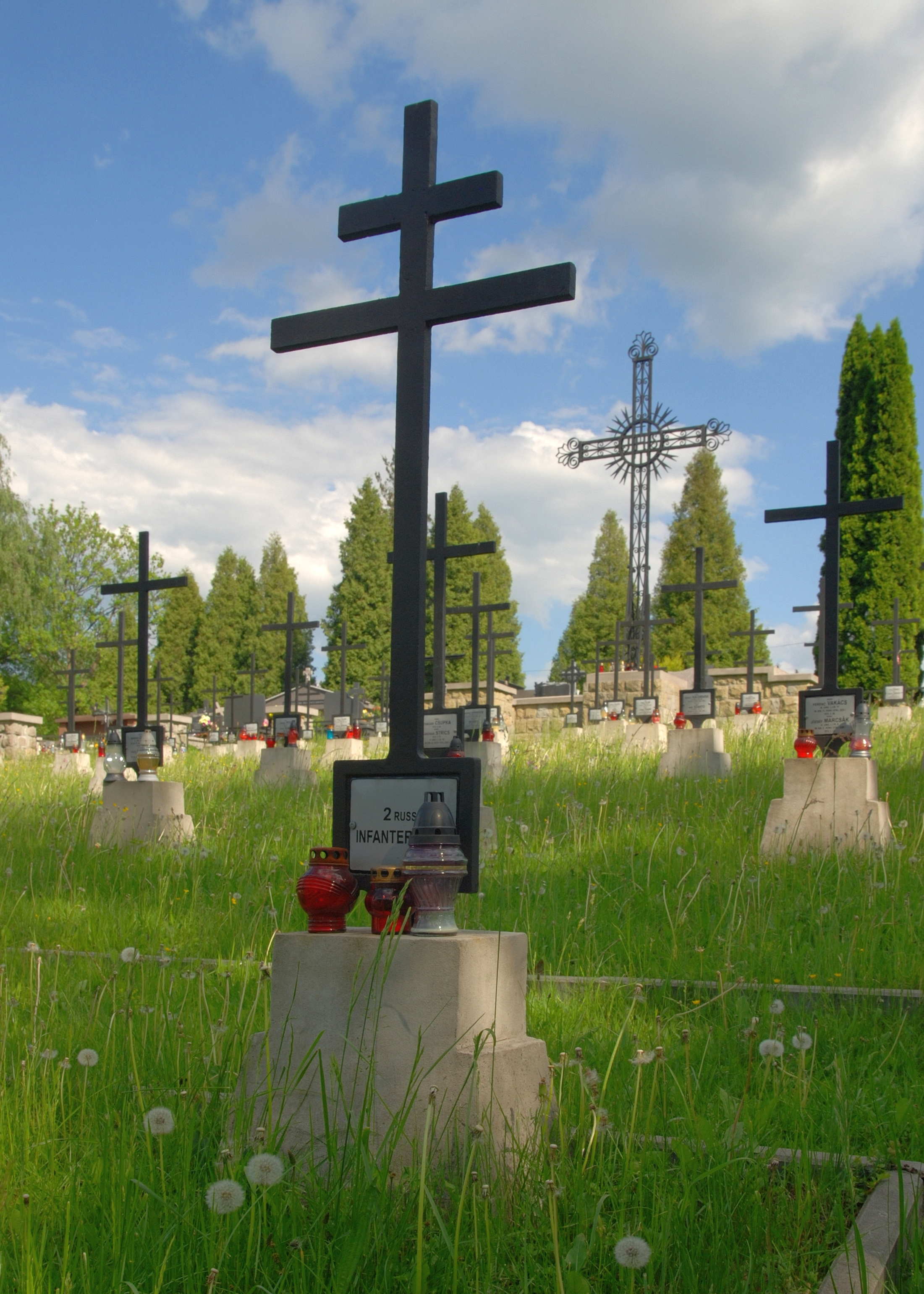
Krzyż dwuramienny